# 山椒魚
山椒魚是兩棲類有尾目隱鳃鯢亞目（Cryptobranchoidea）動物的總稱，雖名魚，並非魚類，又名蠑螈(salamander)。因身上有山椒的味道而得其名。曾與恐龍並存，較恐龍早1億年出現，在地球存活了3億年，是現存世上少有的活化石之一。
該亞目包括大鯢和小鯢，除了美洲大鯢（Cryptobranchus alleganiensis）一種以外，其餘所有的山椒魚都分佈於亚洲地区。

## 特徵
大山椒魚是現存世界上最大的兩棲類之一，全長約50至150公分，最大可達180公分。不過大部份的種類都為20公分以下的小型兩棲類，一般的山椒魚身長約5至9公分。
其四肢很短，有一短而側扁的尾巴。和其他兩棲類相似，皮膚只有黏膜，沒有鱗片覆蓋。皮膚呼吸佔總呼吸量的大半，在乾燥、不潮濕的地方都無法生存。
台灣至少有五種山椒魚（台灣山椒魚、阿里山山椒魚、南湖山椒魚、觀霧山椒魚、楚南氏山椒魚）。棲地不連續，獨立演化，數量稀少。

觀霧山椒魚 : 前肢4[手指]，後肢4[趾]
台灣山椒魚 : 前肢4[手指]，後肢4[趾]
南湖山椒魚 : 前肢4[手指]，後肢5[趾]
楚南氏山椒魚 : 前肢4[手指]，後肢5[趾]
阿里山山椒魚 : 前肢4[手指]，後肢5[趾]

## 生態
肉食性，只要是能塞進嘴巴裡的小動物都會吃；在食物短缺時，也會發生同類相食的現象。
通常是在水中生活；也有在陸上生活的種類，在森林的落葉下等較潮濕的環境棲息。

## 文化
- 井伏鱒二〈山椒魚〉（1929）
- 卡雷爾·恰佩克《山椒魚戰爭（捷克語：Válka s Mloky）》（1936）
- 麥覺明《山椒魚來了》（2023）

## 外部連結
- 台灣山椒魚保育研究網